# Смедман, Лиза
Лиза Смедман (англ. Lisa Smedman) — канадская журналистка, редактор и автор произведений в жанрах научной фантастики и фэнтези. Известна, главным образом, благодаря своему участию в разработке межавторского сеттинга Forgotten Realms и других миров Dungeons & Dragons.

## Биография
Лиза Смедман родилась в 1959 году и выросла в Северном Ванкувере (пригород Ванкувера), провинция Британская Колумбия.
Смедман получила степень бакалавра по антропологии в Университете Британской Колумбии и диплом по журналистике в ванкуверском Лангара-Колледж (Langara College). Сразу после учёбы устроилась на должность наборщика в одно из местных издательств. В дальнейшем почти двадцать лет она проработала в различных изданиях журналистом и редактором, в том числе в газетах Richmond Review и Langley Times и журнале Sounder. В настоящее время она является редактором еженедельника Vancouver Courier, где ведет посвященную местной истории колонку History’s Lens.
В 1981 году она открыла для себя Dungeons & Dragons, всерьез увлеклась ролевыми играми и довольно скоро стала данжен-мастером. В конце 1980-х Смедман стала писать для игрового журнала Dragon, в 1993 году создала свой первый игровой сценарий для TSR, Inc., создателей системы Dungeons & Dragons, а за следующие три года сочинила ещё десять приключений для TSR и в дальнейшем продолжила придумывать игровые модули. Лиза Смедман стала одним из создателей журнала Adventures Unlimited, публикующего сценарии и советы для любителей ролевых игр. Она создавала сценарии приключений и сочиняла рассказы для двух линеек ролевых игр по правилам Advanced Dungeons & Dragon — Ravenloft и Dark Sun. Также она создавала игровые продукты для игровых систем Star Wars Roleplaying Game, The World of Indiana Jones, Shatterzone, Cyberpunk 2020, Immortal, Millennium’s End и Deadlands.
В настоящее время Лиза Смедман живёт в канадском городе Ричмонд (провинция Британская Колумбия) со своей партнершей (женой, как сказано на сайте писательницы), с которой они оформили брак в июле 2004 года. Они вдвоем растят маленького сына Смедман.